# Wahlbezirk Böhmen 123
Der Wahlbezirk Böhmen 123 war ein Wahlkreis für die Wahlen zum Abgeordnetenhaus im österreichischen Kronland Böhmen. Der Wahlbezirk wurde 1907 mit der Einführung der Reichsratswahlordnung geschaffen und bestand bis zum Zusammenbruch der Habsburgermonarchie.

## Geschichte
Nachdem der Reichsrat im Herbst 1906 das allgemeine, gleiche, geheime und direkte Männerwahlrecht beschlossen hatte, wurde mit 26. Jänner 1907 die große Wahlrechtsreform durch Sanktionierung von Kaiser Franz Joseph I. gültig. Mit der neuen Reichsratswahlordnung schuf man insgesamt 516 Wahlbezirke mit je einem zu wählenden Abgeordneten, die durch Direktwahl mit allfälliger Stichwahl bestimmt wurden. Der Wahlkreis Böhmen 123 umfasste die Gerichtsbezirke Hostau, Ronsperg und Neuern sowie die Gemeinden Blisowa, Czarlowitz, Dobrowa, Großmallowa, Hochsemlowitz, Horschau, Krakau, Maschowitz, Meßhals, Mirikau, Mogolzen, Mukowa, Nahoschitz, Nemlowitz, Obermedelzen, Pirk, Poßowitz, Raschnitz, Semeschitz, Trebnitz, Wassertrompeten, Webrowa, Weirowa, Worowitz, Wostirschen, Zetschowitz (alle Gerichtsbezirk Bischofteinitz), Haselbach, Prennet, Tannawa, Vollmau und Wasserpuppen (alle Gerichtsbezirk Taus), Braunbusch, Donau, Hirschau, Kaltenbrunn, Maxberg, Neumarkt, Schneiderhof und Viertl (alle Gerichtsbezirk Neugedein) sowie Gesen und Birkau (beide Gerichtsbezirk Klattau). Ausgenommen waren jedoch die Stadt Neuern (Wahlbezirk 93). Aus der Reichsratswahl 1907 ging Deutsche Agrarier Wenzel Stahl im ersten Wahlgang als Sieger hervor. Bei der Reichsratswahl 1911 konnte Stahl sein Mandat ebenfalls im ersten Wahlgang verteidigen.

## Wahlergebnisse

### Reichsratswahl 1907
Die Reichsratswahl 1907 wurde am 14. Mai 1907 (erster Wahlgang) durchgeführt. Die Stichwahl entfiel auf Grund der absoluten Mehrheit von Vinzenz Hofmann im ersten Wahlgang.
| Kandidat                                                                      | Partei                             | Wahlkreis- stimmen | Stimmanteil |
| ----------------------------------------------------------------------------- | ---------------------------------- | ------------------ | ----------- |
| Wenzel Stahl                                                                  | Deutsche Agrarpartei               | 4372               | 54,9 %      |
| Karl Fleischmann                                                              | Sozialdemokratische Arbeiterpartei | 1637               | 20,5 %      |
| Peter Größl                                                                   | Deutsche Agrarpartei               | 1039               | 13,0 %      |
| Richter                                                                       | Freialldeutsche Partei             | 707                | 8,9 %       |
|                                                                               | Alldeutsche Vereinigung            | 121                | 1,5 %       |
|                                                                               | Tschechischer Zählkandidat         | 36                 | 0,5 %       |
|                                                                               | Sonstige Parteien                  | 57                 | 0,7 %       |
| Wahlberechtigte: 11.248, Ungültige/Leere Stimmen: 83, Wahlbeteiligung: 71,6 % |                                    |                    |             |

### Reichsratswahl 1911
Die Reichsratswahl 1911 wurde am 13. Juni 1911 durchgeführt. Die Stichwahl entfiel auf Grund der absoluten Mehrheit für Karl Iro im ersten Wahlgang.
| Kandidat                                                                      | Partei                             | Wahlkreis- stimmen | Stimmanteil |
| ----------------------------------------------------------------------------- | ---------------------------------- | ------------------ | ----------- |
| Wenzel Stahl                                                                  | Deutsche Agrarpartei               | 3991               | 57,5 %      |
| Karl Fleischmann                                                              | Sozialdemokratische Arbeiterpartei | 2338               | 33,7 %      |
| Peter Siegler                                                                 | Christlichsoziale Partei           | 580                | 8,4 %       |
|                                                                               | Sonstige Parteien                  | 29                 | 0,4 %       |
| Wahlberechtigte: 11.604, Ungültige/Leere Stimmen: 56, Wahlbeteiligung: 60,3 % |                                    |                    |             |